# Старо-Паново
Ста́ро-Пано́во — исторический район в Красносельском районе Санкт-Петербурга. Находится южнее железнодорожной станции Лигово.
Расположено вдоль Таллинского шоссе на берегах реки Дудергофки. В Старо-Панове через неё переброшено три моста; один — Старо-Пановский — автомобильный.

## История
Деревня Пано́вская известна с 1765 года, когда Екатерина II пожаловала своему фавориту графу Г. Г. Орлову мызу Лигово с деревнями Ивановская, Лихала, Пановская, Ново-Пановская, Новая Деревня, Новое Койрово и Сосновка (Горелово).

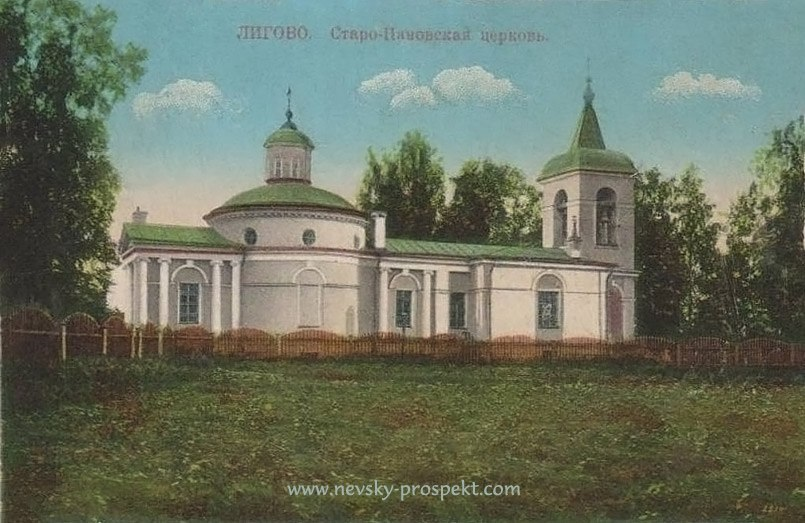
Церковь свв. мчч. Адриана и Наталии в Старом Панове. Конец XIX в.

Павловский мост в Старо-Панове (Стрелка)

Деревня Паново, как историческое ядро всего посёлка, находилась в начале Земской улицы — части старого Нарвского тракта, продолжение его в Горелове носит название улица Коммунаров (с 1920-х). Немного севернее на тракте в XIX веке была Екатерининская колония.
В пояснительном тексте к этнографической карте Санкт-Петербургской губернии П. И. Кёппена 1849 года она записана как деревня Panowa (Панова), и указано число её жителей на 1848 год: ингерманландцев-савакотов — 23 м п., 26 ж. п., всего 49 человек, а также некоторое число ижоры.

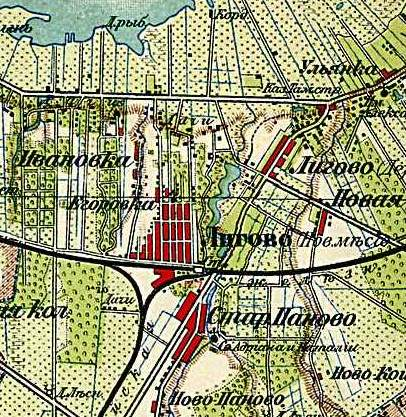
Старое Паново на карте 1917 года

В 1780-х годах после смерти Г. Г. Орлова его адъютант граф Ф. Ф. Буксгевден, женившийся на дочери Орлова Наталии, построил для неё круглую часовню в стиле ампир. Наталия с детьми ходила туда молиться, когда они жили в Лигово. Но неожиданный приказ Павла Первого в августе 1798 заставил графскую чету срочно покинуть столицу и выехать в замок Лоде в Лифляндии. Прожив там 10 лет с мужем и детьми, Наталия Александровна умерла от чахотки в июле 1808 года. Граф перевез её тело в Санкт-Петербург, отпевание было в Екатерингофской церкви, а гроб с телом поместили в склепе семейной церкви Святых мучеников Адриана и Наталии в Старо-Панове, перестроенной и расширенной из часовни. При церкви образовалось Старопановское кладбище (оно было основано в 1784 году; сегодня его площадь 2,9 га) 11 июля 1809 года, когда к часовне пристроили алтарь, её освятили как церковь. Через три года, 23 августа 1811 г., в замке Лоде скончался и генерал Фёдор Фёдорович, чье тело было перевезено и также помещено в склепе Старопановской церкви. Граф Пётр Фёдорович при продаже имения генералу Г. Г. Кушелеву в 1840 году договорился о выделении 10 десятин в пользу прихода старопановской церкви. Позже церковь расширили — пристроили притвор и колокольню. В 1900—1901 годах, когда сооружали по проекту А. А. Зографа новую паперть, колокольню сделали двухъярусной.
На правобережье, к востоку от Павловской улицы (с 1923 г. Красная) проходили с севера на юг Полежаевская (Пролетарская), Восточная, Совхозная улицы. От Земской улицы до церкви можно было проехать по дороге с двумя деревянными мостами (разрушены в блокаду). Деревянный Павловский мост с полуплотиной, образовывал Павловское озеро (пруд) на Дудергофке. Сейчас этого пруда нет, а новый бетонный мост называется Старопановский.
Церковь действовала до военных действий на Урицком плацдарме 1942—1944 гг., когда была разрушена. В 1996 году началось строительство нового храма Церковь свв. мчч. Адриана и Наталии по другому проекту (Храм-памятник погибшим и пропавшим без вести при обороне Ленинграда).
В 1970-х годах, когда стали застраиваться жилищные массивы Ульянки и Урицка, Старое Паново утратило статус деревни. Однако здесь по-прежнему основную часть застройки составляют частные дома.

## Стрелка (забытое название)
Одно из забытых названий XIX века в районе Лигова и Старо-Паново — «Павловская стрелка» или просто «Стрелка». Дело в том, что Павловская улица до постройки железной дороги шла от Павловского моста по южным границам владельческих полос. Известно, что вдова графиня Екатерина Дмитриевна Кушелева выручила хорошие деньги за продажу своей земли между Лигово и Старо-Паново под узловую станцию с вспомогательными путями. После постройки железнодорожных путей на Петергоф и Красное Село и дуги со стрелками, соединяющей оба направления, западный конец Павловской улицы оказался в «железном треугольнике». К концу века эту территорию стали застраивать дачами. Тогда и появилась местная локация «на Стрелке».
На Стрелке были проезды: Павловская ул. (быв. Пановская дор.), Алексеевская ул. (быв. Средняя дор.). Они были переименованы после революции соответственно Советская ул., ул. К. Либкнехта. Вдоль путей от станции шла Железнодорожная улица (сейчас ул. Станционный поселок), по ней можно было проехать на Стрелку. Люди из поселка Лигово ходили через пути по переходу в створе Шеферской улицы (пр. Лассаля), сейчас это автомобильный переезд. Территория бывшей Павловской Стрелки с 1970-х годов занята гаражным кооперативом «Дружба».

## Источник
- Церковь мчч. Адриана и Наталии // Энциклопедия «Санкт-Петербург»
- Храм святых мучеников Адриана и Наталии — официальный сайт церкви.